# Комсомольська міська рада (Старобешівський район)
Комсомо́льська міська́ ра́да — адміністративно-територіальна одиниця та орган місцевого самоврядування у Старобешівському районі Донецької області. Адміністративний центр — місто Комсомольське.

## Загальні відомості
- Територія ради: 11,9 км²
- Населення ради: 11 909 осіб (станом на 1 січня 2011 року)

## Населені пункти
Міській раді підпорядковані населені пункти:
- м. Комсомольське

## Склад ради
Рада складається з 30 депутатів та голови.
- Голова ради: Лєдовських Володимир Федорович
- Секретар ради: Пефтієва Катерина Митрофанівна

### Керівний склад попередніх скликань
| Прізвище, ім'я, по батькові    | Основні відомості                                                       | Дата обрання | Дата звільнення |
| ------------------------------ | ----------------------------------------------------------------------- | ------------ | --------------- |
| Ледовських Володимир Федорович | Міський голова, 1947 року народження, член Комуністичної партії України | 26.03.2006   | 31.10.2010      |
| Лєдовських Володимир Федорович | Міський голова, 1947 року народження, освіта вища, член Партії регіонів | 31.10.2010   |                 |

Примітка: таблиця складена за даними сайту Верховної Ради України

### Депутати
За результатами місцевих виборів 2010 року депутатами ради стали:

#### За суб'єктами висування
| Суб'єкт висування                 | Кількість обраних депутатів | %    |
| --------------------------------- | --------------------------- | ---- |
| Партія регіонів                   | 25                          | 83,3 |
| Комуністична партія України       | 4                           | 13,3 |
| Політична партія «Сильна Україна» | 1                           | 3,3  |

#### За округами
| № округу                          | Прізвище, ім'я, по батькові       | Дата визнання обраним | Освіта  | Партійна приналежність                  | Відомості про обраного депутата                                                               |
| --------------------------------- | --------------------------------- | --------------------- | ------- | --------------------------------------- | --------------------------------------------------------------------------------------------- |
| Комуністична партія України       |                                   |                       |         |                                         |                                                                                               |
| б/м                               | Бурлачук Микола Йосипович         | 02.11.2010            | вища    | позапартійний                           | ВАТ «Комсомолььке рудоуправління», начальник охорони                                          |
| б/м                               | Кузнецов Олександр Юрійович       | 02.11.2010            | вища    | позапартійний                           | Комсомольський спорткомплекс, директор                                                        |
| б/м                               | Федоров Євгеній Миколайович       | 02.11.2010            | середня | член Комуністичної партії України       | ВАТ «Комсомолььке рудоуправління», начальник квпіа                                            |
| 15                                | Євгращенков Микола Іванович       | 02.11.2010            | вища    | член Комуністичної партії України       | пенсіонер                                                                                     |
| Партія регіонів                   |                                   |                       |         |                                         |                                                                                               |
| б/м                               | Трифо Едуард Георгійович          | 02.11.2010            | вища    | член Партії регіонів                    | ВАТ «Комсомольське рудоуправління»", центральний кар?єр, начальник                            |
| б/м                               | Вербовенко Ігор Валерійович       | 02.11.2010            | вища    | член Партії регіонів                    | Комсомольський промислово-машинобудівельний ліцей, директор                                   |
| б/м                               | Стриженко Сергій Миколайович      | 02.11.2010            | вища    | член Партії регіонів                    | приватний підприємець                                                                         |
| б/м                               | Пархута Тетяна Вікторівна         | 02.11.2010            | вища    | член Партії регіонів                    | КП «Комсомольське міське домоуправління», директор                                            |
| б/м                               | Пефтієва Катерина Митрофанівна    | 02.11.2010            | вища    | член Партії регіонів                    | Комсомольська міська рада, секретар ради                                                      |
| б/м                               | Антипов Аркадій Федорович         | 02.11.2010            | вища    | член Партії регіонів                    | Комсомольська індустриальний технікум, директор                                               |
| б/м                               | Камчатний Костянтин Васильович    | 02.11.2010            | вища    | член Партії регіонів                    | приватний підприємець                                                                         |
| б/м                               | Панюта Андрій Павлович            | 02.11.2010            | вища    | член Партії регіонів                    | ВАТ «Комсомольське рудоуправління» відділ організації праці, заступник начальника             |
| б/м                               | Драгущенко Ольга Олександрівна    | 02.11.2010            | вища    | член Партії регіонів                    | Комсомольська міська рада, спеціаліст 1 категорії, юрист                                      |
| б/м                               | Салієв Олексій Іванович           | 02.11.2010            | вища    | член Партії регіонів                    | приватний підприємець                                                                         |
| б/м                               | Швачка Валерій Васильович         | 02.11.2010            | середня | член Партії регіонів                    | ВАТ «Комсомольське рудоуправління» ДОФ-2, майстер                                             |
| 1                                 | Колесников Олександр Миколайович  | 02.11.2010            | вища    | член Партії регіонів                    | ВАТ"Комсомольське рудоуправління", майстер                                                    |
| 2                                 | Безсмертний Анатолій Ілліч        | 02.11.2010            | вища    | член Партії регіонів                    | пенсіонер                                                                                     |
| 3                                 | Ефименко Микола Володимирович     | 02.11.2010            | вища    | член Партії регіонів                    | ВАТ «Комсомольське рудоуправління», начальник цеху                                            |
| 4                                 | Андрусенко Світлана Володимирівна | 02.11.2010            | вища    | член Партії регіонів                    | ЗАТ «ЄкоІллічПродукт», бухгалтер                                                              |
| 5                                 | Бугай Володимир Михайлович        | 02.11.2010            | вища    | член Партії регіонів                    | ВАТ"Комсомольське рудоуправління", механік                                                    |
| 6                                 | Астапов Георгій Миколайович       | 02.11.2010            | середня | член Партії регіонів                    | ВАТ"Комсомольське рудоуправління, майстер                                                     |
| 7                                 | Яценко Інна Іванівна              | 02.11.2010            | вища    | член Партії регіонів                    | Комсомольська загальноосвітня школа № 1, застуник директора                                   |
| 8                                 | Медет Костянтин Олександрович     | 02.11.2010            | вища    | член Партії регіонів                    | Старобешівське районне відділення Державног земельного кадастру, інженер                      |
| 9                                 | Кулага Андрій Миколайович         | 02.11.2010            | середня | член Партії регіонів                    | ВАТ"Комсомольське рудоуправління, майстер                                                     |
| 10                                | Баенко Оксана Володимирівна       | 02.11.2010            | вища    | член Партії регіонів                    | ВАТ "Комсомольське рудоуправління, референт                                                   |
| 11                                | Ковальов Ігор Станіславович       | 02.11.2010            | вища    | член Партії регіонів                    | ВАТ «Комсомольське рудоуправління», майстер                                                   |
| 12                                | Шейко Тетяна Миколаївна           | 02.11.2010            | вища    | член Партії регіонів                    | ВАТ «Комсомольське рудоуправління», провідний інженер                                         |
| 13                                | Родоманченко Ірина Іванівна       | 02.11.2010            | вища    | член Партії регіонів                    | Комсомольська загальноосвітня школа № 5, заступник директора                                  |
| 14                                | Масс Любов Олексіївна             | 02.11.2010            | вища    | член Партії регіонів                    | ВАТ"Комсомольське рудоуправління", прфілакторій «Хвиля», голонвний лікар                      |
| Політична партія «Сильна Україна» |                                   |                       |         |                                         |                                                                                               |
| б/м                               | Буслаєв Олександр Віталійович     | 02.11.2010            | вища    | член Політичної партії «Сильна Україна» | ВАТ «Комсо-молььке рудоуправління», начальник участку по ремонту електротехнічного обладнання |